# Strade Bianche

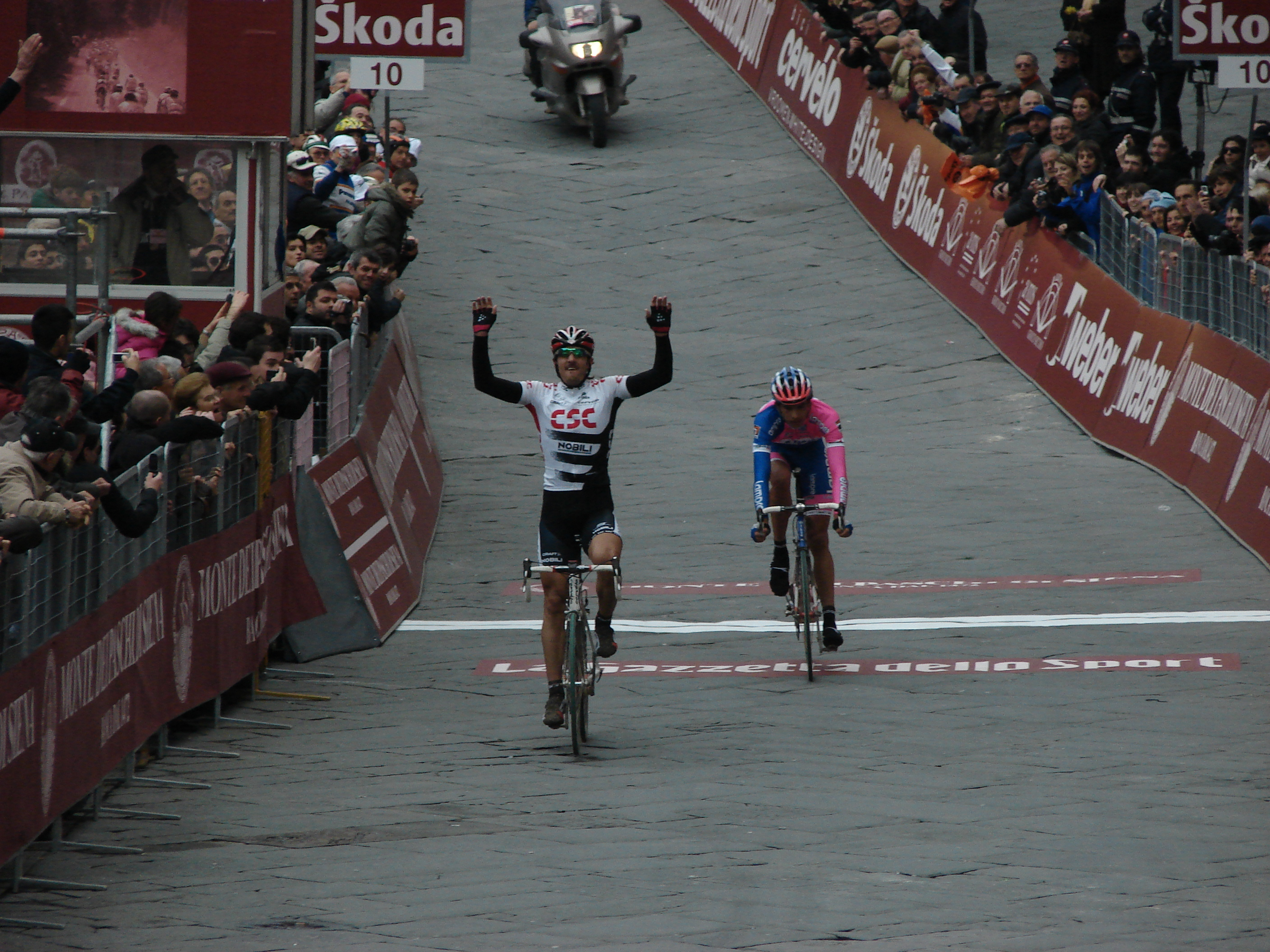
Arribada de la Monte Paschi Eroica 2008.

La Strade Bianche, abans anomenada Monte Paschi Eroica i Monte Paschi Strade Bianche és una competició ciclista professional que es disputa anualment pels voltants de la ciutat de Siena, a la Toscana. La cursa es disputa sobre una distància de 180 km, dels quals uns 70 són sobre pistes de terra, sterrato en italià. Això fa la cursa comparable a la Tro Bro Leon que es disputa a la Bretanya.
Aquest traçat sense enquitranar i les múltiples pujades fan d'aquesta prova una de les més dures del panorama ciclista internacional, cosa que fa que sigui una cursa per a ciclistes de fons, però que alhora tenen una bona punta de velocitat. L'arribada té lloc a la Piazza del Campo de Siena.
La cursa forma part de l'UCI World Tour, la màxima categoria del ciclisme professional. Per molts és considerada el sisè monument del ciclisme.

## Palmarès
| Any                         | Vencedor             | Segon                       | Tercer                      |
| --------------------------- | -------------------- | --------------------------- | --------------------------- |
| Monte Paschi Eroica         |                      |                             |                             |
| 2007                        | Aleksandr Kólobnev   | Marcus Ljungqvist           | Mikhailo Khalilov           |
| 2008                        | Fabian Cancellara    | Alessandro Ballan           | Linus Gerdemann             |
| 2009                        | Thomas Löfkvist      | Fabian Wegmann              | Martin Elmiger              |
| Monte Paschi Strade Bianche |                      |                             |                             |
| 2010                        | Maksim Iglinski      | Thomas Löfkvist             | Michael Rogers              |
| 2011                        | Philippe Gilbert     | Alessandro Ballan           | Damiano Cunego              |
| Strade Bianche              |                      |                             |                             |
| 2012                        | Fabian Cancellara    | Maksim Iglinski             | Oscar Gatto                 |
| 2013                        | Moreno Moser         | Peter Sagan                 | Rinaldo Nocentini           |
| 2014                        | Michał Kwiatkowski   | Peter Sagan                 | Alejandro Valverde Belmonte |
| 2015                        | Zdeněk Štybar        | Greg Van Avermaet           | Alejandro Valverde Belmonte |
| 2016                        | Fabian Cancellara    | Zdeněk Štybar               | Gianluca Brambilla          |
| 2017                        | Michał Kwiatkowski   | Greg Van Avermaet           | Tim Wellens                 |
| 2018                        | Tiesj Benoot         | Romain Bardet               | Wout van Aert               |
| 2019                        | Julian Alaphilippe   | Jakob Fuglsang              | Wout van Aert               |
| 2020                        | Wout van Aert        | Davide Formolo              | Maximilian Schachmann       |
| 2021                        | Mathieu van der Poel | Julian Alaphilippe          | Egan Bernal Gómez           |
| 2022                        | Tadej Pogačar        | Alejandro Valverde Belmonte | Kasper Asgreen              |
| 2023                        | Thomas Pidcock       | Valentin Madouas            | Tiesj Benoot                |
| 2024                        | Tadej Pogačar        | Toms Skujiņš                | Maxim Van Gils              |
| 2025                        | Tadej Pogačar        | Thomas Pidcock              | Tim Wellens                 |